# Prestemos atención a las profecías de Daniel
Prestemos atención a las profecías de Daniel es un libro publicado por la Watch Tower Bible and Tract Society of Pennsylvania en 1999. Es distribuido como parte de una obra mundial de educación bíblica por parte de los Testigos de Jehová.
El libro trata sobre las profecías que realizó Daniel y tiene como objetivo declarado el fortalecer la fe de los cristianos.

## Tabla de contenidos
- Capítulo 1: EL libro de Daniel y nosotros
- Capítulo 2: Daniel: un libro sometido a juicio
- Capítulo 3: Sometidos a prueba pero fieles a Jehová
- Capítulo 4: El ascenso y la caída de una imagen inmensa
- Capítulo 5: Su fe superó una prueba difícil
- Capítulo 6: Se desentraña el misterio del gran árbol
- Capítulo 7: Cuatro palabras que cambiaron el mundo
- Capítulo 8: Rescatado de las fauces de los leones
- Capítulo 9: ¿Quién gobierna el mundo?
- Capítulo 10: ¿Quién puede hacer frente al príncipe de príncipes?
- Capítulo 11: Se revela el tiempo de la llegada del Mesías
- Capítulo 12: Un mensajero de Dios fortalece a Daniel
- Capítulo 13: Dos reyes en conflicto
- Capítulo 14: Los dos reyes cambian de identidad
- Capítulo 15: Los reyes rivales entran en conflicto en el siglo XX
- Capítulo 16: Los reyes contendientes se acercan a su fin
- Capítulo 17: Se identifica a los adoradores verdaderos en el tiempo del fin
- Capítulo 18: Jehová promete a Daniel una magnífica recompensa